# Danica Basta
Danica Basta (Beograd, 1951) srpska je slikarka.

## Biografija
Diplomirala je 1977. godine i magistrirala 1979. u klasi Stojana Ćelića, na Fakultetu likovnih umetnosti u Beogradu. Član je ULUS-a od 1978. godine. Osim slikarstvom, bavi se i crtežom. Studijski je boravila u Francuskoj, u Parizu (1981). Izlagala je na 28 samostalnih, a učestvovala je na preko 200 kolektivnih izložbi kod nas i inostranstvu (SAD, Kina, Rusija, Grčka, Finska, Austrija, Mađarska i dr.).
Njena dela čuvaju Narodni muzej, Muzej savremene umetnosti, Muzej grada Beograda, Muzej Zepter, muzeji u Kruševcu, Požarevcu, Zrenjaninu, Nišu ..., kao i oni u Cetinju, Nikšiću, Prilepu i Kabinet grafike u Zagrebu.
Predavala je kao profesor u Višoj školi likovnih i primenjenih umetnosti u Beogradu.
Živi i stvara u Beogradu.

### Nagrade
- 1977. god. Čačak, Nagrada Galerije “Nadežda Petrović” na X izložbi Kolonije mladih u Ivanjici
- 1978. god. Beograd, III nagrada na izložbi „Beograd inspiracija umetnika“
- 1980. god. Sombor, Nagrada Likovne jeseni na XX izložbi “Trenutak jugoslovenskog slikarstva ‘80”
- 1980. god. Beograd, II nagrada na izložbi “Beograd inspiracija umetnika”
- 1982. god. Beograd, Nagrada za slikarstvo na 23. Oktobarskom salonu
- 1983. god. Požarevac, I nagrada na Prvom bijenalu Milena Pavlović Barili
- 1984. god. Beograd, ZLATNA PALETA na Prolećnoj izložbi ULUS-a
- 1984. god. Cetinje, I nagrada na Likovnom salonu 13. novembar
- 1985. god. Zrenjanin, otkupna nagrada Umetničke kolonije Ečka
- 1986. god. Beograd, II nagrada na izložbi “Beograd inspiracija umetnika”
- 1987. god. Beograd, Nagrada za crtež na izložbi Crtež i mala plastika
- 1989. god. Zagreb, Nagrada za crtež na 12. Bijenalu jugoslovenskig crteža
- 1990. god. Beograd, Otkupna nagrada Energoprojekta na 31. Oktobarskom salonu
- 1992. god. Beograd, Otkupna nagrada Kulturnog centra Beograda na izložbi “Beograd inspiracija umetnika”
- 1992. god. Beograd, Otkupna nagrada Inexinterexporta na 33. Oktobarskom salonu

### Samostalne izložbe
- 1973. god. Ploče, Dom JNA
- 1978. god. Beograd, Galerija KNU
- 1978. god. Novi Sad, Likovni salon Tribine mladih
- 1979. god. Zrenjanin. Mala galerija
- 1979. god. Novi Beograd, Galerija Studentski grad
- 1980. god. Apatin, Galerija Kulturnog centra
- 1980. god. Kragujevac, Mali likovni salon
- 1981. god. Lazarevac, Likovna galerija “Savremenici”
- 1982. god. Smederevo, Galerija Narodnog muzeja
- 1983. god. Beograd, Likovna galerija Kulturnog centra
- 1984. god. Čačak, Galerija Doma kulture
- 1984. god. Novi Sad, Mali likovni salon
- 1986. god. Požarevac, Mala grafička galerija
- 1986. god. Beograd, Galerija Grafičkog kolektiva
- 1988. god. Zemun, Galerija Stara kapetanija
- 1990. god. Beograd, Likovna galerija Kulturnog centra
- 1990. god. Sremska Mitrovica, Galerija “Lazar Vozarević”
- 1990. god. Zrenjanin, Savremena galerija
- 1992. god. Trstenik, Likovni salon Doma kulture
- 1993. god. Grocka, Zavičajni muzej - Galerija 11
- 1998. god. Negotin, Galerija Doma kulture
- 1999. god. Sremska Mitrovica, Galerija “Lazar Vozarević”
- 2000. god. Beograd, Galerija Pres centra
- 2001. god. Beograd, Salon Muzeja savremene umetnosti
- 2002. god. Vranje, Galerija Narodnog muzeja
- 2003. god. Beograd, Galerija Biblioteke grada
- 2005. god. Petrovac na moru, Galerija “Marko Gregović”
- 2005. god. Novi Sad, Mali likovni salon
- 2008. god. Beograd, Galerija ULUS
- 2009. god. Beograd, Galerija “LAV”
- 2009. god. Beograd, Galerija “HELENA”
- 2010. god. Loznica, Muzej Jadra
- 2010. god. Zemun, Galerija 107